# Haimburg
Die Haimburg, oft auch Heunburg genannt, ist die Ruine einer Felsenburg auf einem isolierten Felsen in der gleichnamigen Ortschaft Haimburg im Gemeindegebiet von Völkermarkt in Kärnten.

## Geschichte
Die Burg wurde 1103 als Huneburch erstmals urkundlich erwähnt. Die Grafen von Heunburg sind seit 1070 namentlich bekannt. Sie waren ein im 12. und 13. Jahrhundert für die Kärntner Landesgeschichte wichtiges Geschlecht, starben jedoch 1322 im Mannesstamm aus.
Deren Erben waren hier die Grafen von Pfannberg, deren letzter Vertreter Johann 1362 starb. Die Burg kam 1362 an die Grafen von Görz, 1460 nach dem Frieden von Pusarnitz an die Habsburger. 
Dort wo sich der Diexer Bach in die Ebene des malerischen Jauntals schwingt, erhebt sich, auf einem Schieferklotz die erstmals um 1070 urkundlich genannte Heunburg oder Huneburch.
Im Herzen jenes Machtzentrums gelegen, welches sich nach der Zeit der Völkerwanderung südlich der Drau von Griffen bis Brückl erstreckte, bildet Haimburg ein bemerkenswertes kulturgeschichtliches Zentrum mit Funden der Jungsteinzeit sowie aus keltischer und römischer Zeit. Hier finden sich Zeugnisse der Vermischung der ansässigen Bevölkerung mit Germanen und Slawen. Zum Schutze derer vor den Awaren wurden Burgen wie die Heunburg errichtet. 
Die ursprünglich aus Sachsen stammenden Heunburger Grafen, welche um 1000 die Heunburg als ihre Stammburg erbauten, nutzten vordem die nordwestlich von Haimburg gelegene Rauterburg aus karolingischer Zeit (9./10. Jahrhundert) und wurden im 13. Jahrhundert zu einer der mächtigsten Familien Kärntens, bis Ulrich III. von Heunburg 1293 in der Schlacht am Wallersberg den Habsburgern unterlag. Ab dem 14. Jahrhundert beerbten die Herren von Sanneck (gospodje Žovneški) und dann die Grafen von Cilli (Celjske grofje) die Heunburger. Ihr Wappen, die drei goldenen Sterne auf blauem Grund, wanderte den gleichen Weg und findet sich heute im Staatswappen der Republik Slowenien.
Ab 1990 wurde die Burg, die in Privatbesitz ist, vom Verein Rettet die Heunburg instand gesetzt. Von 1995 bis 2009 fanden im Sommer auf der Burg Theateraufführungen des Theater k.l.a.s. statt. Seit 2011 bespielt das Heunburg Theater in den Sommermonaten die Burg.

## Anlage
Es sind noch der Torturm und Teile des Palas im Originalzustand erhalten. Im Westen der Anlage befindet sich die ehemalige Kapelle, die dem heiligen Alexius geweiht war.

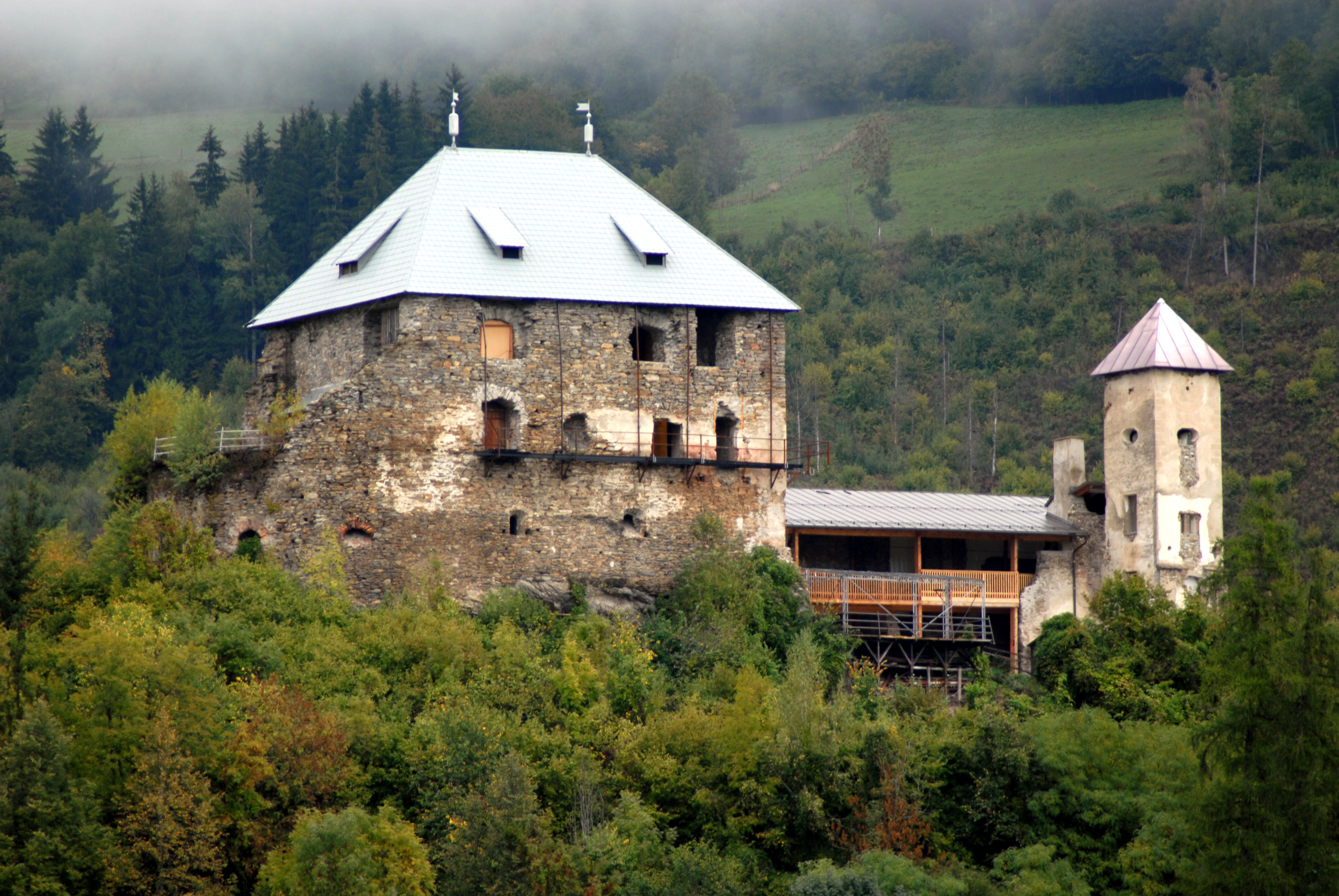
Südwestansicht der Burgruine
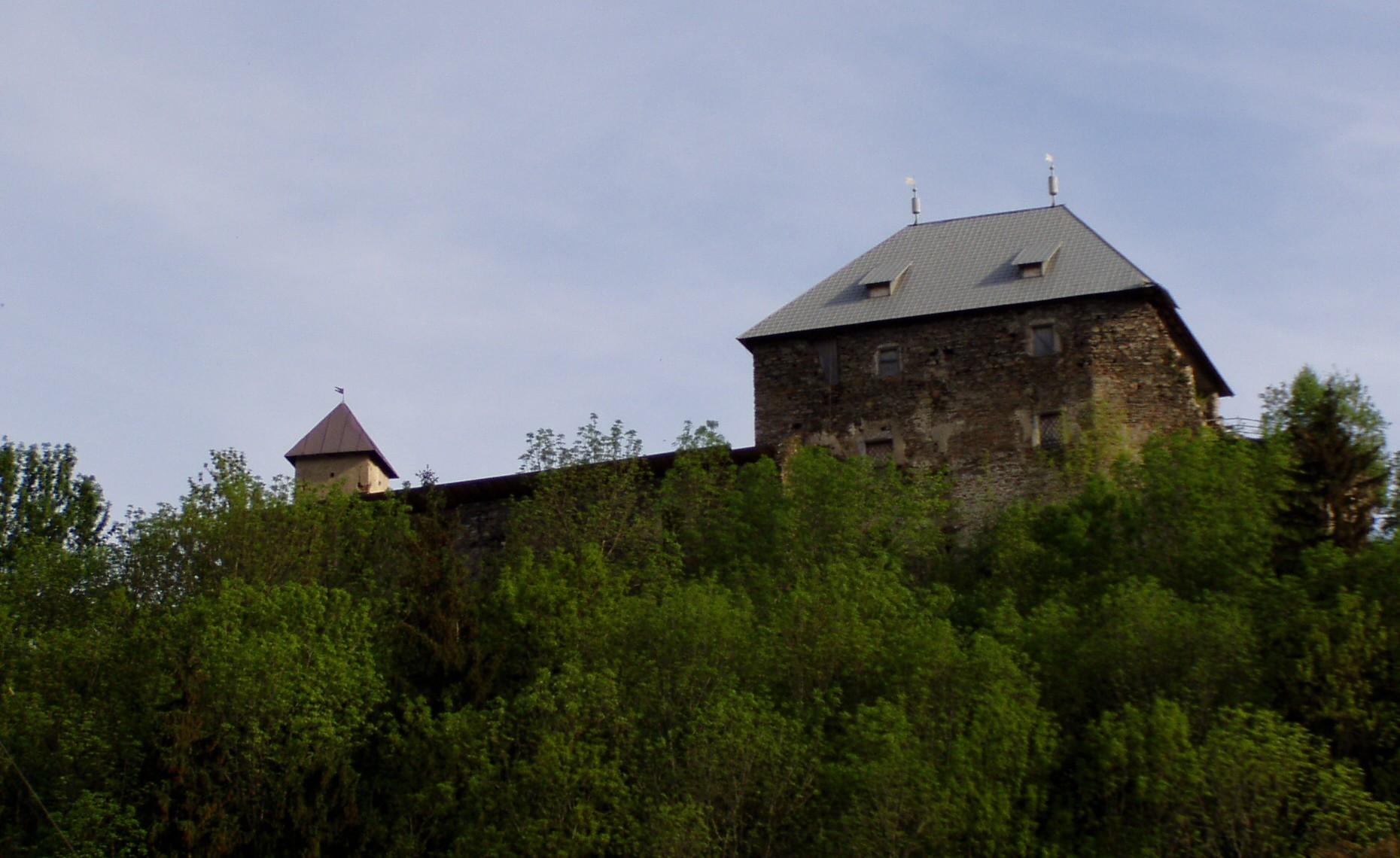
Die Burg, vom Ort aus gesehen
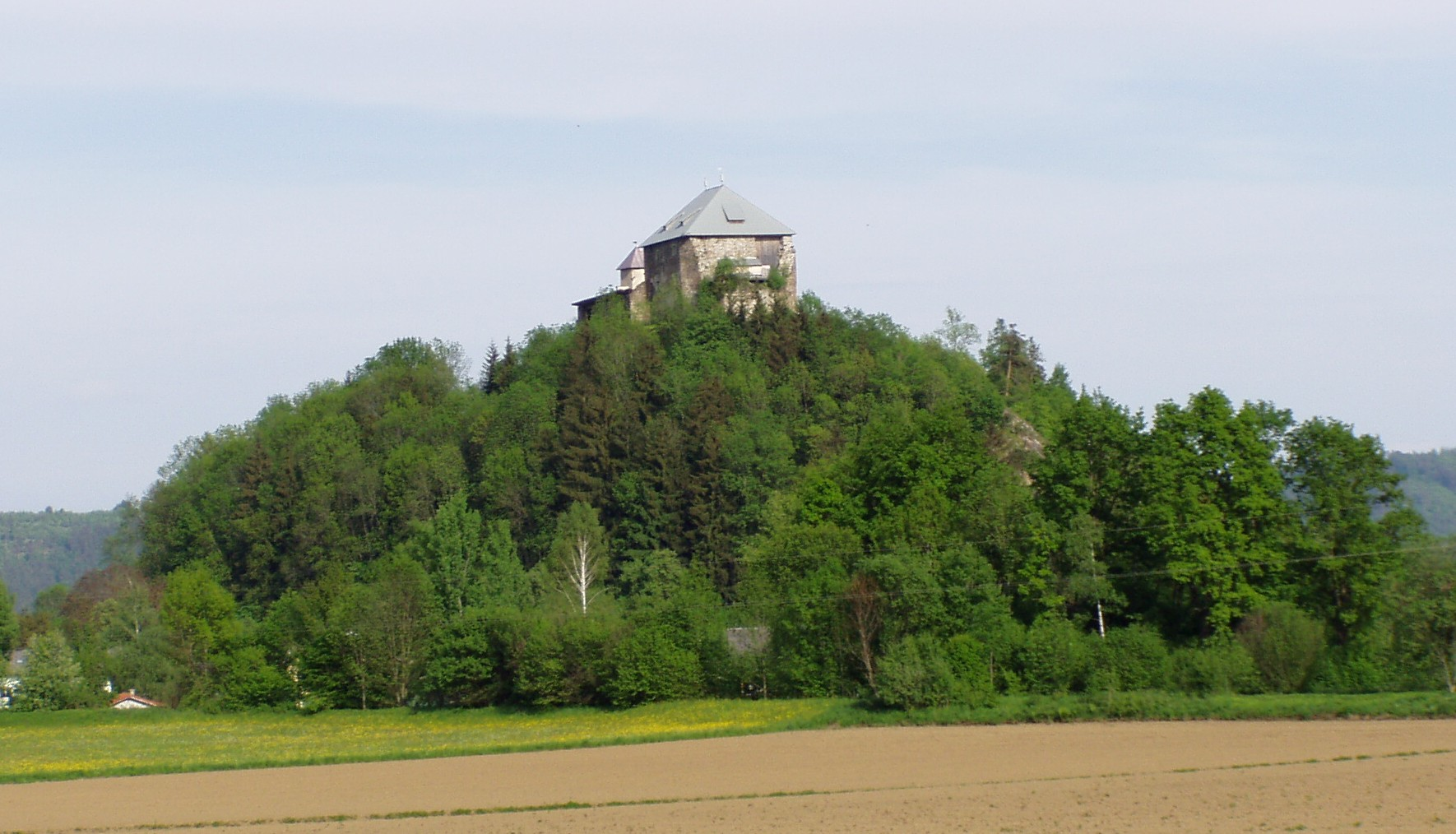
Fernansicht der Burgruine